# Brandon Lopez
Brandon Lopez (* 1988 in Passaic) ist ein US-amerikanischer Jazz- und Improvisationsmusiker (Kontrabass, Komposition).

## Leben und Wirken
Lopez, dessen musikalische Familie aus Puerto Rico stammt, wuchs als kleines Kind auf in einem Gebäude des Madonna Cemetery in Fort Lee, New Jersey auf, in dem sein Vater die Friedhofsverwaltung innehatte und er selbst als Jugendlicher arbeitete. Neben dem Bass lernte er Klavier und Gitarre. Dann studierte er zeitgenössische Improvisation am New England Conservatory. Er arbeitet seit den 2010er-Jahren in der New Yorker Improvisationsszene, u. a. mit Amirtha Kidambi/Matt Nelson, Peter Evans, Jaimie Branch, dem Weasel Walter Large Ensemble (Igneity: After the Fall of Civilization 2016), Tyshawn Sorey, Chris Pitsiokos, Joe Morris, Michael Foster, Eli Wallace und Satoko Fujii (Hyaku: One Hundred Dreams, 2022). Er bildete kollaborative Gruppen mit Evans,  Ivo Perelman, Nate Wooley, Gerald Cleaver oder  Ingrid Laubrock. Außerdem tritt er als Solist auf und leitete das Trio Xivaros (mit Alejandro Florez und Carlo Costa). Weiterhin nahm er mehrere Alben mit Whit Dickey auf, Expanding Light (2020),Astral Long Forms: Staircase in Space sowie Root Perspectives (TAO Forms, 2022) Tom Lord verzeichnet 25 Aufnahmen zwischen 2016 und 2022.

## Diskographische Hinweise
- Brandon Lopez & Peter Evans: Live at Gravesend August 15th 2014 (Gravesend Recordings, 2014)
- Vitriol (Nun-less, 2016) solo
- Michael Foster, Steve Swell, Brandon Lopez, Weasel Walter: Throes Are the Only Trouble (2017)
- Ivo Perelman / Nate Wooley / Brandon Lopez / Gerald Cleaver: Octagon (Leo Records 2017)
- Brandon Lopez, Matthew Nelson, Andria Nicodemou & Gerald Cleaver: The Industry of Entropy (Relative Pitch, 2018)
- John Dikeman, Brandon Lopez, Onno Govaert: Those Impossible Creatures (Sonorus Records, 2018)
- Steve Baczkowski / Brandon Lopez / Chris Corsano: Old Smoke (Relative Pitch, 2019)
- Jooklo Trio: It Is What It Is (Relative Pitch Records 2019, mit Virginia Genta, David Vanzan)
- Dave Rempis, Brandon Lopez, Ryan Packard: The Early Bird Gets (Aerophonic Records 2019)
- Santeria (2020) solo
- Brandon Lopez, Ingrid Laubrock, Tom Rainey: No es la Playa (Intakt Records, 2022)
- Gerald Cleaver / Brandon Lopez / Hprizm: In the Wilderness (577 Records, 2023)[4]
- Rob Brown: Walkabout (2025)